# Abel (Vorname)
Abel ist ein männlicher, selten weiblicher Vorname und Familienname.

## Herkunft und Bedeutung
Abel (hebräisch הֶבֶל hæwæl) ist ein biblischer Name. Er leitet sich von der gleichlautenden Vokabel mit der Bedeutung „Hauch“, „Vergänglichkeit“ ab. In der Bibel ist Abel der zweite Sohn von Adam und Eva.
Darüber hinaus ist Abel ein friesischer Diminutiv von Albrecht.
Im niederdeutschen Sprachraum ist Abel auch ein weiblicher Vorname. Er stellt eine Kurzform von Abela dar, der sich wiederum von Apollonia oder Namen mit dem altsächsischen Element aval „Kraft“ ableitet.

## Verbreitung
Während der Name Abel in Deutschland nur sehr selten vergeben wird, wird er in England und Wales, Frankreich und den USA ein geläufiger Vorname.
Im Jahr 2019 belegte er Rang 52 in den ungarischen Hitlisten, in den Niederlanden landete er im Jahr 2021 auf Rang 45 der beliebtesten Jungennamen.

## Varianten
- finnisch: Aapeli
- hebräisch הֶבֶל hæwæl
- italienisch: Abele
- ungarisch: Ábel

## Namenstage
Namenstag ist der
- 1. August
- 5. August: Hl. Abel von Reims (katholisch)
- 9. Dezember: Abel (biblische Figur)

## Namensträger

### Vorname
- Abel (Dänemark) (1218–1252), dänischer König

- Abel Antón (* 1962), spanischer Langstreckenläufer
- Abel Baba (* 1977), nigerianischer Fußballschiedsrichterassistent
- Abel Braga (* 1952), brasilianischer Fußballspieler und -trainer
- Abel Carlevaro (1916–2001), uruguayischer Komponist und Gitarrist
- Abel Dufrane (1880–1960), belgischer Schmetterlingsforscher
- Abel Eppens (1534–ca. 1590), friesischer Chronist
- Abel Faivre (1867–1945), französischer Maler, Plakatkünstler, Lithograf, Illustrator und Karikaturist
- Abel Ferrara (* 1951), US-amerikanischer Filmregisseur
- Abel Ferreira (Komponist) (1915–1980), brasilianischer Komponist, Klarinettist und Saxophonist
- Abel Ferreira (Fußballspieler) (* 1978), portugiesischer Fußballspieler und -trainer
- Abel Gance (1889–1981), französischer Filmregisseur
- Abel Goumba (1926–2009), Politiker der Zentralafrikanischen Republik
- Abel Barrera Hernández (* um 1960), mexikanischer Priester, Anthropologe und Menschenrechtler
- Abel Jacob Herzberg (1893–1989), niederländischer Anwalt und Schriftsteller
- Abel Kipchumba (* 1994), kenianischer Halbmarathon- und Marathonläufer
- Abel Korzeniowski (* 1972), polnischer Filmkomponist
- Abel Lukšić (1826–1901), ein kroatischer Journalist, Redakteur, Herausgeber und Verleger
- Abel Mathieu (um 1520–nach 1572), französischer Jurist und Romanist
- Abel Meeropol (1903–1986), US-amerikanischer Songwriter und Schriftsteller
- Abel Muzorewa (1925–2010), Bischof und Premierminister von Simbabwe-Rhodesien
- Abel Pacheco (* 1933), Präsident in Costa Rica
- Abel Paz (1921–2009), spanischer Anarchist und Schriftsteller
- Abel Posse (1934–2023), argentinischer Diplomat und Schriftsteller
- Abel Antonio Pujol Jiménez (1913–1995), mexikanischer Künstler
- Abel Resino (* 1960), spanischer Fußballtrainer
- Abel Salazar  (1917–1995), mexikanischer Schauspieler, Filmregisseur und Filmproduzent
- Abel Seyler (1730–1800), Hamburger Kaufmann, später Schauspieler und Schauspieldirektor Schweizer Herkunft
- Abel Janzoon Tasman (1603–1659), niederländischer Seefahrer
- Abel Makkonen Tesfaye (* 1990), kanadischer R&B-Sänger, siehe The Weeknd
- Abel P. Upshur (1790–1844), US-amerikanischer Politiker
- Abel Will (nach 1515–nach 1575), Pfarrer und Altpreußisch-Übersetzer
- Abel Wolman (1892–1989), US-amerikanischer Ingenieur
- Abel Xavier (* 1972), portugiesischer Fußballspieler

### Fiktive Figuren
- Abel mit der Mundharmonika, Roman von Manfred Hausmann